# サンパウロ州基礎衛生公社
サンパウロ州基礎衛生公社（サンパウロしゅうきそえいせいこうしゃ、Companhia de Saneamento Básico do Estado de São Paulo、略称Sabesp）は、サンパウロ州が筆頭株主の事業会社である。本社をサンパウロに置き、水道・下水道事業を営む。
サンパウロ州645の自治体のうち367の自治体に水道･下水事業を提供しているため、サベスプの顧客はサンパウロ州の人口の約6割に当たる2,500万人に達する。
サベスプの株式は、サンパウロ証券取引所とニューヨーク証券取引所に上場している。